# Źródło rentgenowskie
Źródło rentgenowskie – obiekt astronomiczny emitujący promieniowanie rentgenowskie. Najczęściej obiektami takimi są centra galaktyk, pulsary, wysokoenergetyczne zjawiska w galaktykach i kwazarach.
Ponieważ promieniowanie rentgenowskie zatrzymywane jest przez atmosferę ziemską, obserwacje w tej części widma można prowadzić na orbicie okołoziemskiej za pomocą sztucznych satelitów – obserwatoriów rentgenowskich.
Silnymi źródłami rentgenowskimi są układy podwójne, w których jeden ze składników jest białym karłem, gwiazdą neutronową lub czarną dziurą. Przykłady: Cygnus X-1, Scorpius X-1, Centaur X-3. Inne, np. : CXO J122518.6 144545.